# John van 't Schip
John van 't Schip (* 30. prosince 1963 Fort St. John, Kanada jako Johannes Nicolaas van 't Schip) je bývalý nizozemský fotbalista, hrající na postu krajního záložníka nebo útočníka. Byl členem týmu mistrů Evropy z roku 1988. Od roku 2001 působí jako trenér.
Narodil se v Kanadě v rodině nizozemských přistěhovalců, když mu bylo devět let, vrátila se rodina do vlasti. Začal hrát za mládežnický tým Jong Ajax, v roce 1981 debutoval v A-mužstvu AFC Ajax. Získal s Ajaxem čtyři mistrovské tituly (1982, 1983, 1985 a 1990) a tři pohárová vítězství (1983, 1986, 1987). Uspěl také v evropských pohárech, kdy s týmem vyhrál Pohár vítězů pohárů 1986/87 a Pohár UEFA 1991/92. Kariéru zakončil v italském prvoligovém klubu Janov CFC.
V národním týmu debutoval v dubnu 1986 a skončil v červnu 1995. Celkově odehrál 41 zápasů a vstřelil dvě branky. Zúčastnil se Mistrovství světa ve fotbale hráčů do 20 let 1983 (čtvrtfinále), Mistrovství Evropy ve fotbale 1988 (zisk titulu), Mistrovství světa ve fotbale 1990 (osmifinále) a Mistrovství Evropy ve fotbale 1992 (3. místo).
Byl asistentem Marco Van Bastena na lavičce nizozemské reprezentace (2004-2008) a Ajaxu (2009), později samostatně trénoval kluby CD Guadalajara a Melbourne City.
Jeho bratrancem je hokejista Joe Nieuwendyk.